# João Barbosa Rodrigues
João Barbosa Rodrigues (São Gonçalo do Sapucaí (Minas Gerais), 22 juni 1842 – Rio de Janeiro, 6 maart 1909) was een Braziliaanse botanicus.
Hij groeide op in Campanha in de deelstaat Minas Gerais in Brazilië. In 1858 verhuisde hij met zijn familie naar Rio de Janeiro. Hij hield zich eerst bezig met handel maar hij was ook altijd geïnteresseerd in natuurwetenschappen en verzamelde insecten en planten. Hij werd tekenleraar en specialiseerde zich in botanie onder de supervisie van Francisco Freire-Allemão. Hij nam deel aan een wetenschappelijke missie van de keizerlijke regering in het Amazoneregenwoud. Enkele jaren later organiseerde en leidde hij de oprichting van de botanische tuin in 1838 in Manaus met financiële steun van kroonprinses Isabella van Brazilië. Later sloot de botanische tuin weer. In 1890 werd hij directeur van de Jardim Botânico do Rio de Janeiro, de botanische tuin van Rio de Janeiro, die hij tot zijn dood leidde. Hij heeft meerdere publicaties op zijn naam staan en een van zijn belangrijkste werken was zijn publicatie over orchideeën in twee delen, Genera et species orchidearum novarum (1877/1881).
- Biblioteca Nacional de España: XX1510305
- Bibliothèque nationale de France: cb121035659 (data)
- Author citation (botany): Barb.Rodr.
- Stuttgart Database of Scientific Illustrators 1450–1950: 3044
- Gemeinsame Normdatei: 117563188
- International Standard Name Identifier: 0000 0001 0778 9022
- Library of Congress Control Number: n85122102
- Nederlandse Thesaurus van Auteursnamen: 089418204
- SNAC: w6jt2vbn
- Système universitaire de documentation: 08389165X
- Virtual International Authority File: 27095597
- WorldCat: E39PBJqQB73GBgxq3DhdYfRtKd